# Жемайчю-Науместис
Жемайчю-Науместис (лит. Žemaičių Naumiestis) — местечко в Шилутском районе Клайпедского уезда Литвы, в 14 км к востоку от Шилуте. Центр Жемайчю-Науместского староства.

## История
Жемайчю-Науместис известен с XVII века как Нове Място. Упоминается с 1650 года. В 1792 году получил городские права. Во время нахождения в составе Российской империи в 1881 году был переименован в Александровск. В 1919 году стал частью Литвы (с 1940 — Литовской ССР) и вошёл в Таурагский уезд. В 1947 году Жемайчю-Науместис был передан в Шилутский уезд. В 1950 году Жемайчю-Науместис вошёл в Шилутский район Клайпедской области. В 1953 году Клайпедская область была упразднена и Шилутский район перешёл в прямое подчинение Литовской ССР. В 1958 году Жемайчю-Науместис получил статус посёлка городского типа. В 1995 году Жемайчю-Науместис был лишён статуса посёлка городского типа и стал местечком.

## Население
Население составляет 1373 жителей (2011). 
| 1959 | 1970 | 1979 | 1989 | 2001 |
| ---- | ---- | ---- | ---- | ---- |
| 1474 | 1807 | 2034 | 1814 | 1716 |